# Liste des monuments historiques d'Anvers
Cette page regroupe l'ensemble des monuments classés de la ville belge d'Anvers.

## District d'Anvers
Ces monuments classés sont listés par districts.
- Liste des monuments historiques d'Anvers/Anvers-Nord
- Liste des monuments historiques d'Anvers/Brederode
- Liste des monuments historiques d'Anvers/Centre historique
- Liste des monuments historiques d'Anvers/Dam
- Liste des monuments historiques d'Anvers/Gare centrale
- Liste des monuments historiques d'Anvers/Haringrode
- Liste des monuments historiques d'Anvers/Harmonie
- Liste des monuments historiques d'Anvers/Îlot
- Liste des monuments historiques d'Anvers/Kiel
- Liste des monuments historiques d'Anvers/Luchtbal-Rozemaai-Schoonbroek
- Liste des monuments historiques d'Anvers/Markgrave
- Liste des monuments historiques d'Anvers/Meirwijk
- Liste des monuments historiques d'Anvers/Middelheim
- Liste des monuments historiques d'Anvers/Quartier des docks
- Liste des monuments historiques d'Anvers/Rive gauche
- Liste des monuments historiques d'Anvers/Saint-André
- Liste des monuments historiques d'Anvers/Schipperskwartier
- Liste des monuments historiques d'Anvers/Stadspark
- Liste des monuments historiques d'Anvers/Tentoonstellingswijk
- Liste des monuments historiques d'Anvers/Theaterbuurt
- Liste des monuments historiques d'Anvers/Universiteitsbuurt
- Liste des monuments historiques d'Anvers/Sud
- Liste des monuments historiques d'Anvers/Zurenborg

## Autres districts
- Liste des monuments historiques de Berchem
- Liste des monuments historiques de Berendrecht-Zandvliet-Lillo
- Liste des monuments historiques de Borgerhout
- Liste des monuments historiques de Deurne
- Liste des monuments historiques d'Ekeren
- Liste des monuments historiques de Hoboken
- Liste des monuments historiques de Merksem
- Liste des monuments historiques de Wilrijk